# Calluna vulgaris
Iarba neagră, caluna sau mărtăloaga este singura specie din genul Calluna din familia de plante cu flori Ericaceae. Este un arbust veșnic-verde scund, care crește până la 20-50 cm înălțime sau rareori până la 1 m și peste, și este răspândită pe scară largă în Europa și Asia Mică pe soluri acide în locuri deschise însorite și la umbră moderată. Este planta dominantă în majoritatea landelor și mlaștinilor din Europa, precum și în unele turbării și în pădurile de pin și stejar cu soluri acide. Este tolerantă la pășunat și se regenerează în urma incendiilor ocazionale și este adesea gestionată în rezervațiile naturale și mlaștini prin pășunatul oilor sau vitelor, precum și prin mici incendii.
Calluna a fost separată de genul strâns înrudit Erica de Richard Anthony Salisbury, care a conceput numele generic Calluna probabil din grecescul antic Kallyno (καλλύνω), „a înfrumuseța, curăța”, cu referire la utilizarea tradițională pentru mături. Epitetul specific vulgaris este latin pentru „obișnuit”. Calluna se deosebește de Erica prin petale și sepale, având patru în loc de cinci.

## Descriere
Calluna are frunze mici (mai puțin de 2-3 mm lungime) care cresc în perechi opuse și decusate, în timp ce cele ale Ericei sunt în general mai mari și în grupuri de 3-4, uneori 5. Înflorește din iulie până în septembrie. :231 La plantele sălbatice, florile sunt în mod normal mov, dar plante cu flori albe apar și ele ocazional. Sunt terminale în raceme având bractee asemănătoare cu sepalele la bază și un ovar superior, fructul fiind o capsulă. Spre deosebire de Erica, Calluna are uneori flori duble.

## Areal

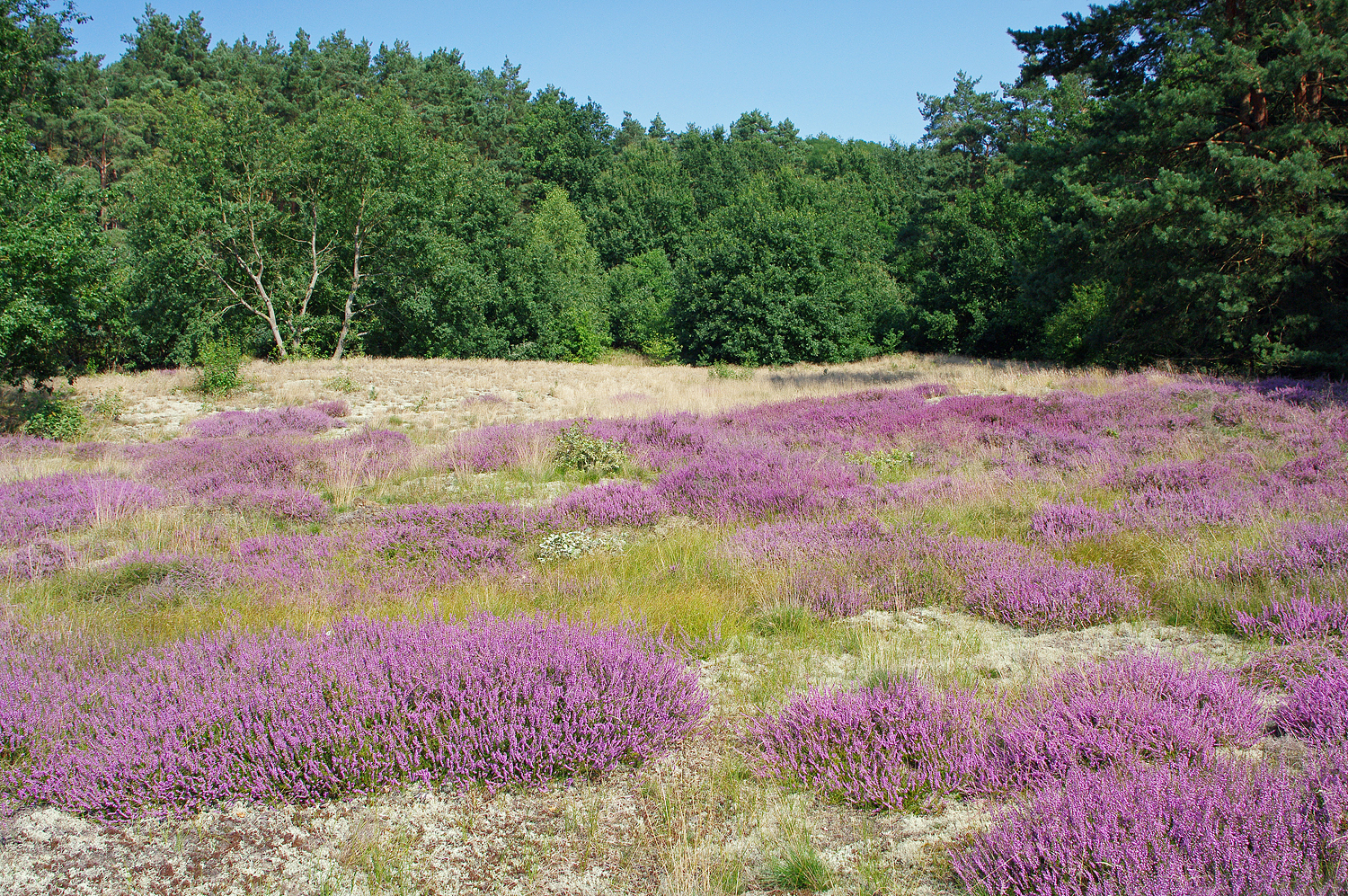
Calună înflorită într-o landă din nordul Germaniei

Calluna vulgaris este extrem de rezistentă la frig, supraviețuind expunerii severe și condițiilor de îngheț cu mult sub –20 °C. Este originară din Europa, Islanda, Insulele Feroe și Azore. A fost introdusă în multe alte locuri din întreaga lume cu climă potrivită, inclusiv America de Nord, Australia, Noua Zeelandă și Insulele Falkland.

## Cultivare

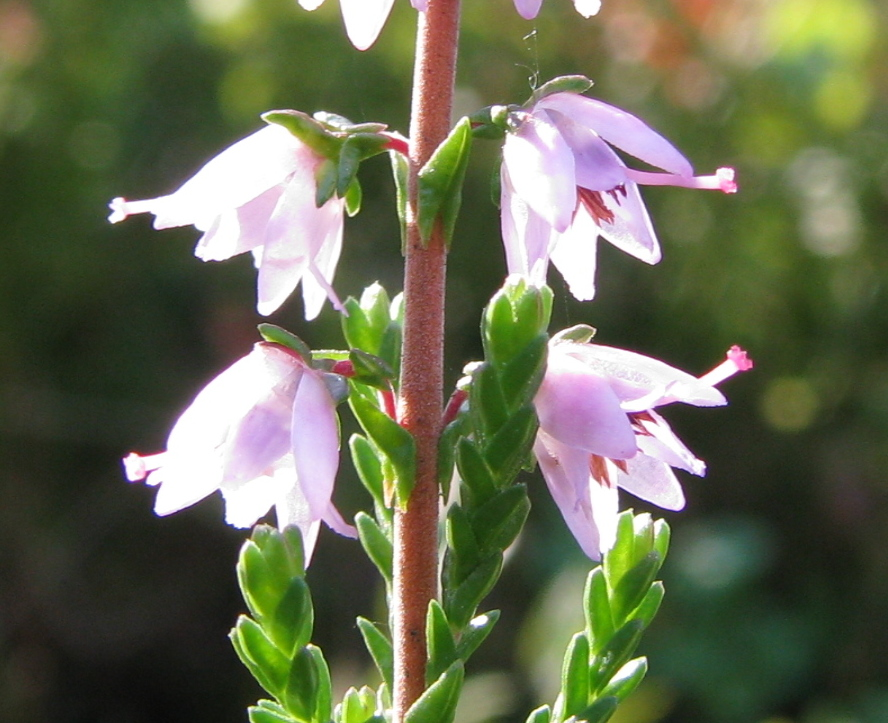
Prim-plan cu flori de calună

Disprețuită până în secolul al XIX-lea în țările de limbă engleză pentru asociațiile sale cu cea mai neagră sărăcie rurală, creșterea popularității calunei ar putea să fi fost determinată de moda plantelor alpine. Este o plantă ornamentală foarte populară în grădini și pentru amenajare a teritoriului, pe solurile fără calcar unde va prospera, dar este foarte greu de crescut pe soluri mai puțin acide.

## Specie invazivă
Planta a fost introdusă în Noua Zeelandă și a devenit o buruiană invazivă în unele zone, în special în Parcul Național Tongariro din Insula de Nord și Rezervația Wilderness (Te Anau) din Insula de Sud, înăbușind plantele native. Gândacii Lochmaea suturalis au fost eliberați pentru a opri caluna, cu teste preliminare reușite până în prezent.